# Chinchiná
Chinchiná ist eine Gemeinde (municipio) im Departamento Caldas, Kolumbien und liegt im Eje Cafetero der Zentralen Kordilleren der Anden.
Chinchiná liegt 23 Kilometer südwestlich der Hauptstadt von Caldas, Manizales. Chinchiná gehört zu den typischen Städten der Kaffeeregion Kolumbiens und bietet für Touristen eine einzigartige Berglandschaft. 30 Kilometer östlich befindet sich der heute noch aktive Vulkan Nevado del Ruiz.

## Geographie
Chinchiná liegt im Süden von Caldas auf einer Höhe von 1378 Metern. Die Jahresdurchschnittstemperatur beträgt 21 °C. Chinchiná liegt 23 km südwestlich von Manizales. An die Gemeinde grenzen im Norden Palestina und Risaralda, im Osten Villamaría und Manizales, im Süden Santa Rosa de Cabal in Risaralda und im Westen Marsella in Risaralda und Belalcázar.

## Bevölkerung
Die Gemeinde Chinchiná hat 50.673 Einwohner, von denen 45.917 im städtischen Teil (cabecera municipal) der Gemeinde leben (Stand 2019).

## Geschichte
Gegründet wurde der Ort im Jahr 1857 im Zuge der colonizacón antioqueña (Migrationsbewegung von Antioquia aus). Namentlich erwähnt werden Candelario Rodriguez, Gregorio und Francisco Restrepo als einige der ersten Siedler. Der ursprüngliche Name der Ortschaft lautete San Francisco. Später wurde der indianische Name Chinchiná übernommen.

## Wirtschaft
Bekannt ist die Stadt als Hauptregion des kolumbianischen Hochlandkaffees, sie ist der Sitz der Buendía-Kaffeefabrik und des Kaffee-Forschungsinstituts Cenicafé. Chinchiná liegt in einem Bergtal mit 112,4 km Ausdehnung, das von zahlreichen Kaffeeplantagen umgeben ist. Die lokale Kaffeequalität gehört aufgrund des günstigen Klimas zu einer der besten der Welt. Der Kaffeeanbau um Chinchiná zeichnet sich durch einen hohen Grad an technologischem Fortschritt aus. Die Kaffeekulturlandschaft von Chinchiná gehört seit 2011 zum Weltkulturerbe der UNESCO.
Hydrolelektrische Werke und Staudämme in der Gegend um Chinchiná versorgen die Departamentos Caldas, Quindío und Risaralda mit Energie.
Chinchiná liegt an einem strategisch wichtigen Verkehrsknoten zwischen Pereira und Manizales in der Mitte Kolumbiens, was Handel und Industrie fördert und für hohe Bodenpreise sorgt. In letzter Zeit gibt es Anstrengungen, den Ökotourismus zu fördern. Alte Kaffeefincas und Haciendas werden zu Hotels umgebaut, um einen ökologisch angepassten Tourismus in der Bergregion im Einklang mit dem traditionellen Kaffeeanbau zu fördern.

## Naturschutz
Im Flusstal des Río Chinchiná wird das Projekt PROCUENCA in den Gemeinden Neira, Manizales, Palestina und Villamaría betrieben, das eine ökologisch stabile Waldnutzung unter Gewährleistung der sozioökonomischen Aspekte der Region berücksichtigt.